# ريج ديفيز (سياسي)
ريج ديفيز (بالإنجليزية: Reg Davies)‏ هو سياسي أسترالي، ولد في 21 ديسمبر 1943.